# Дуб-велетень (Моївське лісництво)
Дуб-велетень — ботанічна пам'ятка природи місцевого значення. Розташована на території колишньої Безводненської сільської ради Могилів-Подільського району Вінницької області (Моївське лісництво, кв. 46 діл. 12).
Оголошена відповідно до рішення Вінницького облвиконкому № 335 від 22.06.1975 р. Площа - 0,01 га, перебуває у віданні ДП «Могилів-Подільське лісове господарство».
Охороняється могутнє дерево дуба звичайного віком понад 300 років, висотою 30 м та діаметром стовбура 160 см.